# Parasol babuni
Parasol babuni (ros. Бабушкин зонтик) – radziecki krótkometrażowy film lalkowy z 1969 roku w reżyserii Lwa Milczina.

## Fabuła
Bawiące się w parku dzieci, zabierają parasol siedzącej na ławce babci, która jest pochłonięta lekturą. "Zaczarowany" parasol pozwala przeżyć dzieciom piękne chwile w czasie wspólnej zabawy.

## Animatorzy
Pawieł Pietrow, Iosif Douksza, Jurij Norsztejn, Majia Buzinowa